# Zaruddea, Orativ
Zaruddea (în ucraineană Заруддя) este localitatea de reședință a comunei Zaruddea din raionul Orativ, regiunea Vinnița, Ucraina.

## Demografie
Componența lingvistică a localității Zaruddea
     Ucraineană (99,42%)
     Alte limbi (0,44%)
Conform recensământului din 2001, majoritatea populației localității Zaruddea era vorbitoare de ucraineană (99,42%), existând în minoritate și vorbitori de alte limbi.